# 썬더버드 (2004년 영화)
《썬더버드》(영어: Thunderbirds)는 프랑스, 영국, 미국에서 제작된 조너선 프레이크스 감독의 2004년 SF 액션 모험 영화이다. 빌 팩스턴 등이 출연하였고, 팀 베번 등이 제작에 참여하였다.

## 출연
- 브레이디 코베이
- 필립 윈체스터
- 렉스 슈래프널
- 도미닉 컬렌소
- 벤 토거슨
- 빌 팩스턴
- 소런 풀턴
- 앤서니 에드워즈
- 소파이아 마일스
- 론 쿡
- 버네사 허전스
- 벤 킹즐리
- 데오비아 오파레이
- 로즈 키건
- 디미트리 고리처스
- 지니 프랜시스
- 조너선 프레이크스

## 기타 제작진
- 공동 제작: 조 번, 크리스 클라크
- 배역: 메리 셀웨이, 피오나 위어
- 미술: 존 비어드
- 의상: 마릿 앨런
- 분장·헤어: 피터 킹
- 특수 효과: 마크 넬름스, 마이크 맥기
- 음악 감독: 닉 에인절